# Pinner
Pinner è un quartiere del borgo londinese di Harrow nella Grande Londra, situato a 19 km a nord-ovest da Charing Cross.
La cittadina è famosa per essere la città natale del famoso cantante pop Elton John.